# Virslīga 1996
L'edizione 1996 della Virslīga fu la 5ª del massimo campionato lettone di calcio dalla ritrovata indipendenza e la 22ª con questa denominazione; vide la vittoria finale dello Skonto Rīga, giunto al suo quinto titolo.
Capocannoniere del torneo fu Mihails Miholaps (Daugava Rīga), con 33 reti.

## Stagione

### Novità
Le retrocesse Olimpija Rīga e Kvadrats furono sostituite dalle neo promosse Jūrnieks e Lokomotīve Daugavpils; per il resto la formula del campionato rimase quella precedente, con il numero di squadre fermo a dieci.

### Formula
Il campionato fu diviso in due fasi: nella prima le squadre si incontrarono in un unico girone con turni di andata e ritorno per un totale di 18 turni; le prime sei classificate erano ammesse nella seconda fase alla poule scudetto, mentre le ultime quattro disputavano la poule retrocessione.
In questa seconda fase le squadre si incontrarono in turni di andata e ritorno per un totale di 10 turni per la poule scudetto, mentre nella poule retrocessione furono disputati due turni di andata e due di ritorno, per un totale di 12 incontri; i punteggi della prima fase erano conservati nella seconda. Venivano retrocesse le squadre classificate agli ultimi due posti. In entrambe le fasi erano assegnati tre punti alla vittoria, un punto al pareggio e zero per la sconfitta.
Fu modificata la formula per la retrocessione: anziché due dirette, solo l'ultima classificata finiva direttamente in 1. Līga, mentre la penultima spareggiava contro la seconda di 1. Līga 1996.

## Squadre partecipanti
| Club                  | Città      | Stagione precedente     |
| --------------------- | ---------- | ----------------------- |
| Daugava Rīga          | Riga       | 5° in Virslīga          |
| Baltika Liepaja       | Liepāja    | 8° in Virslīga          |
| Jūrnieks              | Riga       | 1° in 1. Līga, promossa |
| Universitāte Riga     | Jelgava    | 3° in Virslīga          |
| Lokomotīve Daugavpils | Daugavpils | 2° in 1. Līga, promosso |
| Skonto                | Riga       | Campione lettone        |
| Skonto/Metāls Rīga    | Riga       | 7° in Virslīga          |
| Starts                | Brocēni    | 4° in Virslīga          |
| Vairogs Rēzekne       | Rēzekne    | 6° in Virslīga          |
| Dinaburg              | Daugavpils | 2° in Virslīga          |

## Prima fase

### Classifica finale
| Pos. | Squadra               | Pt | G  | V  | N | P  | GF | GS | DR  |
| ---- | --------------------- | -- | -- | -- | - | -- | -- | -- | --- |
| 1.   | Skonto                | 47 | 18 | 15 | 2 | 1  | 74 | 9  | +65 |
| 2.   | Daugava Rīga          | 43 | 18 | 13 | 4 | 1  | 41 | 11 | +30 |
| 3.   | Dinaburg              | 32 | 18 | 9  | 5 | 4  | 30 | 19 | +11 |
| 4.   | Baltika Liepaja       | 28 | 18 | 8  | 4 | 6  | 23 | 21 | +2  |
| 5.   | Universitāte Riga     | 26 | 18 | 7  | 5 | 6  | 24 | 29 | -5  |
| 6.   | Starts                | 20 | 18 | 5  | 5 | 8  | 20 | 35 | -15 |
| 7.   | Vairogs Rēzekne       | 18 | 18 | 5  | 3 | 10 | 19 | 32 | -13 |
| 8.   | Lokomotīve Daugavpils | 17 | 18 | 4  | 5 | 9  | 18 | 31 | -13 |
| 9.   | Skonto/Metāls Rīga    | 9  | 18 | 2  | 3 | 13 | 9  | 38 | -29 |
| 10.  | Jūrnieks              | 9  | 18 | 1  | 6 | 11 | 11 | 44 | -33 |

### Verdetti
- Skonto, Daugava Riga, Dinaburg, Baltika Liepaja, Universitāte e Starts alla poule scudetto.
- Vairogs Rezekne, Lokomotīve Daugavpils, Skonto/Metāls e Jurnieks alla poule retrocessione.

### Risultati
|                       | SKO | DAU | DIN | BAL | UNI  | STA | VAR | LDA | SMR | JUR |
| Skonto                |     | 3-3 | 7-0 | 5-0 | 11-1 | 4-0 | 6-0 | 3-2 | 4-1 | 5-0 |
| Daugava               | 0-1 |     | 2-2 | 1-1 |      | 2-1 | 2-0 | 1-0 | 3-0 | 7-0 |
| Dinaburg              | 0-4 | 1-2 |     | 1-1 | 0-0  |     | 4-0 | 2-0 | 1-2 | 2-0 |
| Baltika Liepaja       | 0-1 | 0-1 | 0-3 |     | 1-2  | 1-0 | 3-1 | 2-3 | 1-0 | 4-0 |
| Universitāte          | 0-0 |     | 1-1 | 0-1 |      | 0-1 | 0-3 | 2-1 |     | 2-0 |
| Starts                | 2-1 | 0-0 |     | 0-2 | 0-2  |     | 3-6 | 1-1 | 2-1 | 4-1 |
| Vairogs Rēzekne       | 0-5 | 0-2 | 0-1 | 0-0 | 1-2  | 1-2 |     | 1-1 | 0-0 | 1-0 |
| Lokomotīve Daugavpils | 0-5 | 1-5 | 0-1 | 1-2 | 1-1  | 2-2 | 1-0 |     | 1-0 | 2-1 |
| Skonto/Metals Riga    | 0-5 | 0-4 | 0-2 | 0-2 |      | 2-2 | 0-3 | 1-0 |     | 1-1 |
| Jūrnieks              | 0-4 | 0-3 | 0-0 | 2-2 | 4-4  | 0-0 | 0-2 | 1-1 | 1-0 |     |
| --------------------- | --- | --- | --- | --- | ---- | --- | --- | --- | --- | --- |

## Seconda fase

### Poule scudetto
|                     | Pos. | Squadra           | Pt | G  | V  | N | P  | GF | GS | DR  |
| ------------------- | ---- | ----------------- | -- | -- | -- | - | -- | -- | -- | --- |
| Lettonia (bandiera) | 1.   | Skonto            | 73 | 28 | 23 | 4 | 1  | 98 | 12 | +86 |
|                     | 2.   | Daugava Rīga      | 61 | 28 | 18 | 7 | 3  | 61 | 18 | +43 |
|                     | 3.   | Dinaburg          | 47 | 28 | 13 | 8 | 7  | 53 | 31 | +22 |
|                     | 4.   | Universitāte Riga | 39 | 28 | 11 | 6 | 11 | 37 | 45 | -8  |
|                     | 5.   | Baltika Liepaja   | 38 | 28 | 11 | 5 | 12 | 32 | 44 | -12 |
|                     | 6.   | Starts            | 23 | 28 | 6  | 5 | 17 | 26 | 69 | -43 |

### Risultati
|                 | SKO | DAU | DIN | UNI | BAL | STA |
| Skonto          |     | 1-0 | 3-1 | 6-0 | 3-0 | 4-0 |
| Daugava         | 1-1 |     | 0-0 | 0-1 | 3-1 | 3-0 |
| Dinaburg        | 1-1 | 1-1 |     | 2-1 | 3-0 | 7-0 |
| Universitāte    | 0-1 | 1-3 | 2-0 |     | 2-2 | 2-1 |
| Baltika Liepaja | 0-2 | 0-5 | 2-0 | 0-4 |     | 3-1 |
| Starts          | 0-2 | 1-4 | 2-8 | 1-0 | 0-1 |     |
| --------------- | --- | --- | --- | --- | --- | --- |

### Poule retrocessione
|  | Pos. | Squadra               | Pt | G  | V  | N | P  | GF | GS | DR  |
|  | ---- | --------------------- | -- | -- | -- | - | -- | -- | -- | --- |
|  | 7.   | Lokomotīve Daugavpils | 39 | 30 | 10 | 9 | 11 | 38 | 45 | -7  |
|  | 8.   | Vairogs Rēzekne       | 33 | 30 | 9  | 6 | 15 | 37 | 54 | -17 |
|  | 9.   | Skonto/Metāls Rīga    | 27 | 30 | 7  | 6 | 15 | 25 | 53 | -28 |
|  | 10.  | Jūrnieks              | 20 | 30 | 4  | 8 | 18 | 25 | 61 | -36 |

### Risultati
|                       | LOD     | VAR     | SKM     | JURN    |
| Lokomotīve Daugavpils |         | 1-2 3-2 | 1-1 0-2 | 2-1 1-0 |
| Vairogs Rēzekne       | 1-1     |         | 2-1 0-1 | 1-1 1-2 |
| Skonto/Metals         | 1-4 2-2 | 1-2 3-2 |         | 0-1 0-0 |
| Jūrnieks              | 0-2 1-2 | 2-3 5-1 | 0-2 1-2 |         |
| --------------------- | ------- | ------- | ------- | ------- |

### Play off
|               | Risultati |               | Luogo e data       |  |
| ------------- | --------- | ------------- | ------------------ |  |
| Skonto/Metals | 1 - 0     | Valmiera      | ?, 29 ottobre 1996 |  |
| Valmiera      | 2 - 0     | Skonto/Metals | ?, 3 novembre 1996 |  |

### Verdetti
- Skonto Rīga Campione di Lettonia 1996 e ammesso al primo turno preliminare di Champions League.
- Dinaburg ammesso al turno preliminare di Coppa delle Coppe come finalista di Coppa di Lettonia 1997, vinta dallo Skonto.
- Daugava Riga ammesso al primo turno preliminare di Coppa UEFA.
- Universitāte ammesso alla Coppa Intertoto 1997
- Skonto/Metāls (dopo spareggio) e Jūrnieks retrocessi in 1. Līga 1997.

## Statistiche

### Classifica marcatori
| Gol |  |  | Giocatore          | Squadra         |
| --- |  |  | ------------------ | --------------- |
| 33  |  |  | Mihails Miholaps   | LU/Daugava Riga |
| 17  |  |  | Aleksandr Pindeyev | Skonto          |
| 16  |  |  | Vladimirs Babičevs | Skonto          |
| 16  |  |  | Juris Karašausks   | Dinaburg        |